# Marxistisch-Leninistische Partij (Communistische Reconstructie)
De Marxistisch-Leninistische Partij (Communistische Reconstructie) (Spaans: Partido Marxista-Leninista (Reconstrucción Comunista),) ook wel Communistische Reconstructie (RC) (Spaans: Reconstrucción Comunista) genoemd, is een Marxistisch-Leninistische en Hoxhaïstische politieke partij in Spanje die officieel geregistreerd is in 2014.
De Communistische Reconstructie is opgericht door ex-leden van de Communistische Partij van Spanje en haar jongerenorganisatie die tegen het revisionisme van de Communistische Partij van Spanje waren.
De Communistische Reconstructie vecht samen met het Internationaal Vrijheidsbataljon in de Syrische Burgeroorlog. Op 27 januari 2016 werden acht leden van de RC gearresteerd door de Spaanse politie voor collaboratie met de PKK. Partijleider Roberto Vaquero werd gevangengezet en de partij werd (tijdelijk) verboden.